# Форт Киф
Форт Киф — бывший пост Армии Соединенных Штатов, расположенный на южном берегу реки Йеллоустон, в устье реки Тонг на западной окраине современного Майлс-Сити, в американском штате Монтана.
Полковник Нельсон Эплтон Майлз, командующий 5-м пехотным полком армии США, основал пост в августе 1876 года после битвы при Литл-Бигхорне как базу для патрулирования, чтобы предотвратить отступление в Канаду участвовавших в битве шайеннов и сиу. Первые два года своего существования форт был известен как Военный городок на реке Тонг. Когда в 1878 году его перенесли на два километра к западу, он был переименован в форт Киф в честь капитана Майлза Кифа, убитого при Литл-Бигхорне. В 1877 году форт стал штаб-квартирой недавно созданного округа Йеллоустон.